# 田谷多枝子
田谷 多枝子（たがや たえこ、1940年7月2日 - ）は、日本の児童文学翻訳家。日本語教師。

## 略歴
満洲・新京（現在の中国・吉林省長春市）生まれ、東京都出身。東京外国語大学タイ語科卒業。
日本女子大学にて山室静の下で童話の翻訳と研究に従事。その後、東京大学大学院文学部美学芸術学科修士課程で芸術家の生き方などを研究するが、日本語教師に転職。1982年から1990年、政府派遣専門家として、マレーシア、フィジー、シンガポールで日本語を教える。
ジョージ・マクドナルドの作品を多数翻訳した。

## 著書
- 『私を裏切ったパスポート 元日本語教師のズッコケ昔話』（愛育社） 2004.8

## 翻訳
- 『かいじゅうなんかこわくない』（デニーズ・トレッツ、偕成社、新訳えほん） 1969
- 『いばらやしきのピーターうさぎ』（ソーントン・バージェス（英語版）、金の星社、バージェス・アニマル・ブックス） 1970
- 『びんの中の小鬼』（スチーブンソン、旺文社、旺文社ジュニア図書館） 1971
- 『ねずみのアナトール』（タイタス（英語版）、文研出版、文研児童読書館） 1972
- 『にっこりいけのヒキガエル』（ソーントン・バージェス、金の星社、バージェス・アニマル・ブックス） 1972

### ジョージ・マクドナルド
- 『北風のうしろの国へ』（マクドナルド、山室静共訳、講談社、世界の名作図書館） 1968  
  - 『北風のうしろの国』（G・マクドナルド、太平出版社、マクドナルド童話全集） 1977.12
- 『金の鍵』（G・マクドナルド、太平出版社、マクドナルド童話全集） 1978.2
- 『巨人の心臓』（G・マクドナルド、太平出版社、マクドナルド童話全集） 1978.3
- 『ふしぎふしぎ妖精の国』（G・マクドナルド、太平出版社、マクドナルド童話全集） 1978.4
- 『妖精のすきなお酒』（G・マクドナルド、太平出版社、マクドナルド童話全集） 1978.5
- 『かげの国』（G・マクドナルド、太平出版社、マクドナルド童話全集） 1978.6
- 『昼の少年と夜の少女』（G・マクドナルド、太平出版社、マクドナルド童話全集） 1978.6
- 『きえてしまった王女』（G・マクドナルド、太平出版社、マクドナルド童話全集） 1978.11